# Fallschirmjägerdenkmal (Chania)

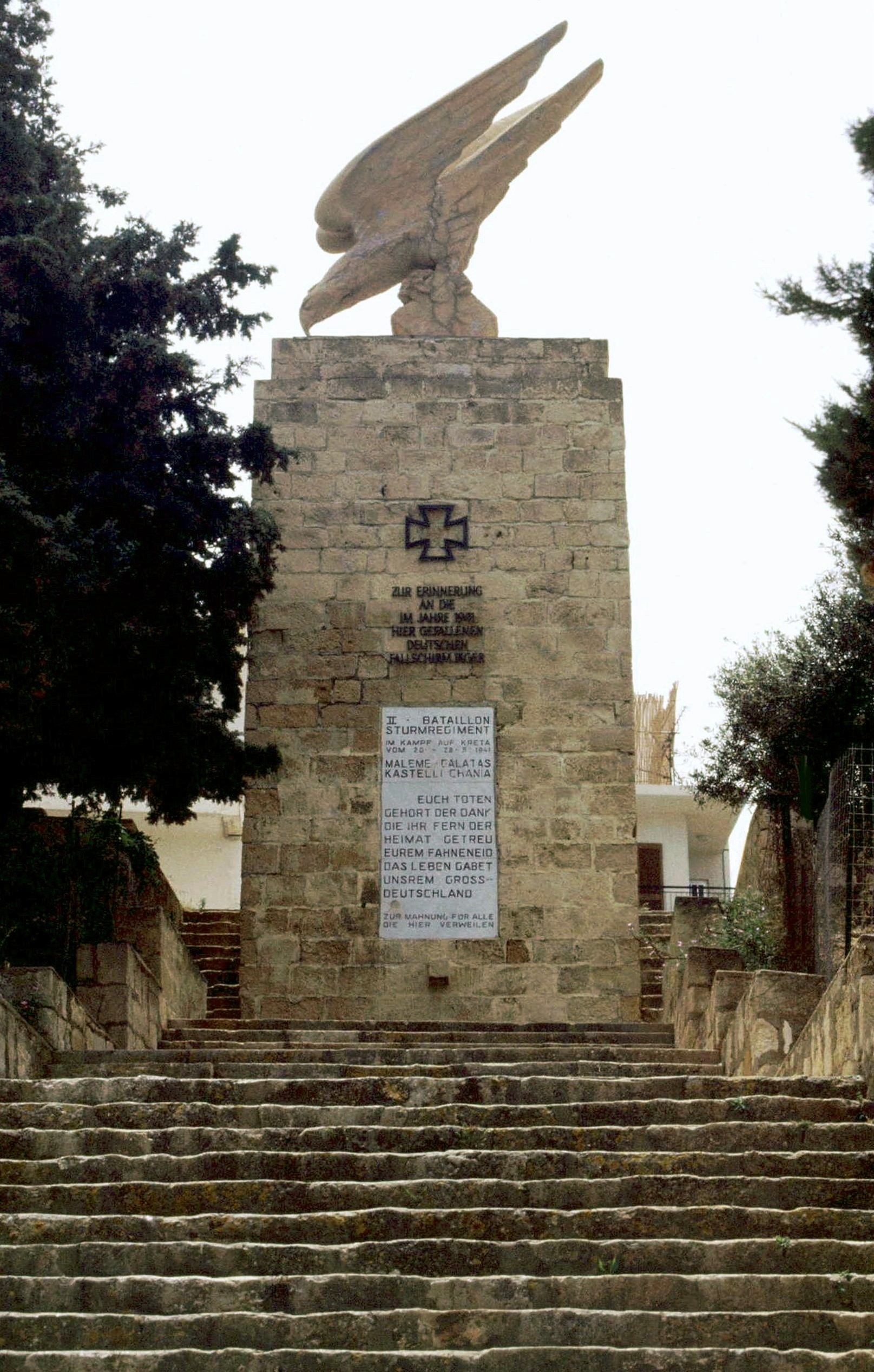
Aufnahme im Februar 1973

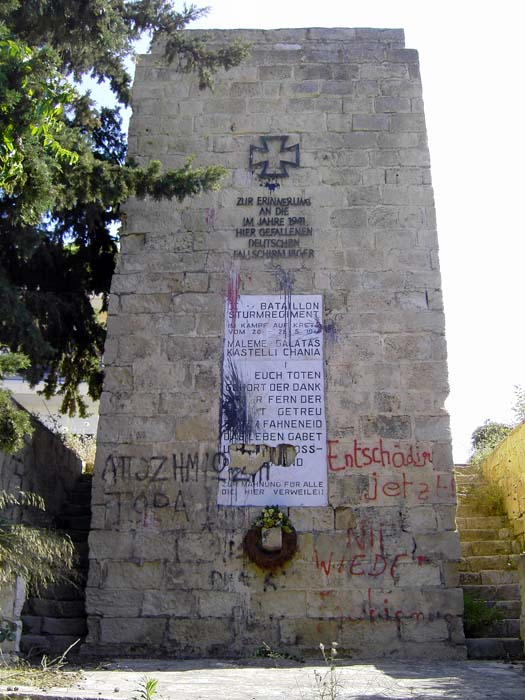
Das Denkmal 2008

Das Fallschirmjägerdenkmal ist ein beschädigtes Denkmal in der Hafenstadt Chania auf der griechischen Insel Kreta. An der alten Straße nach Kissamos, der „Old Road“, und etwa einen Kilometer außerhalb der Stadtgrenze stand es von 1941 bis 2001 in seiner ursprünglichen Form. Es wurde während der deutschen Besatzungszeit errichtet und war dem II. Bataillon des deutschen Luftlande-Sturm-Regiments gewidmet, das im Raum Chania unter hohen Verlusten maßgeblich an der Eroberung Kretas beteiligt war.

## Geschichte

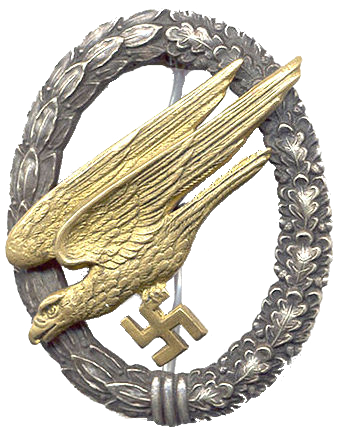
Fallschirmschützenabzeichen der Luftwaffe – 1936

Gestaltet wurde das Bauwerk von dem gelernten Bildhauer Anton Holzmüller (* 1912) aus Oberöwisheim, der als Fallschirmjäger an den Kampfhandlungen bei Chania teilgenommen hatte. Während andere Soldaten seiner Einheit und britische Kriegsgefangene das Fundament und den 350 Kubikmeter großen Sockel errichteten, schuf er von 1941 bis 1943 in einer provisorischen Werkstatt die Inschriftenplatte und den 5,40 Meter großen Adler als Symbol der Fallschirmjäger mit dem Hakenkreuz als Hoheitszeichen in den Fängen. Das Denkmal stand bei seiner Erbauung etwa zwei Kilometer außerhalb der Stadt in den Weinbergen. Der 40 Meter lange Weg von der Straße auf die Anhöhe mit dem insgesamt 13,50 Meter hohen Bauwerk wurde über mehrere Treppen erschlossen. Die Inschrift auf dem Sockel lautet:

„II. Bataillon Sturmregiment / Im Kampf auf Kreta vom 20. – 28. Mai 1941 / Malemes, Galatas, Kastelli, Chania / Euch Toten gehört der Dank, die ihr fern der Heimat getreu eurem Fahneneid das Leben gabet unserem Großdeutschland“

 Das Denkmal wurde von den Besatzern auf einem Privatgrundstück errichtet, ohne Rücksprache mit dem Eigentümer, dies erwies sich später als Hindernis. 
Nach dem Krieg wurde das sich unter den Klauen des Adlers befindliche Hakenkreuz mit Beton umschlossen, das Denkmal an sich blieb jedoch bestehen. Am 20. Mai 1957 legte dort die griechische Armee als Zeichen der Versöhnung zu Ehren der gefallenen Soldaten einen Kranz nieder. Seit dem Winter 2001 fehlt aufgrund eines Sturmschadens der Adler auf dem Sockel des Denkmals. Beschädigungen und Graffiti auf dem Sockel mit der Forderung nach Wiedergutmachung zeugen von noch bestehenden politischen Differenzen. Das Denkmal wird auf Kreta To Germaniko Pouli („der deutsche Vogel“) – so heißt auch die nächstliegende Busstation – oder auch To kako pouli („der böse Vogel“) genannt. 
Von 1971 bis 2004 versuchte zunächst der Bund Deutscher Fallschirmjäger und dann der Freundeskreis zur Erhaltung eines Fallschirmjäger-Ehrenmals auf Kreta, das Denkmal zu erhalten, indem sie das Gelände pachteten.

## Sonstiges

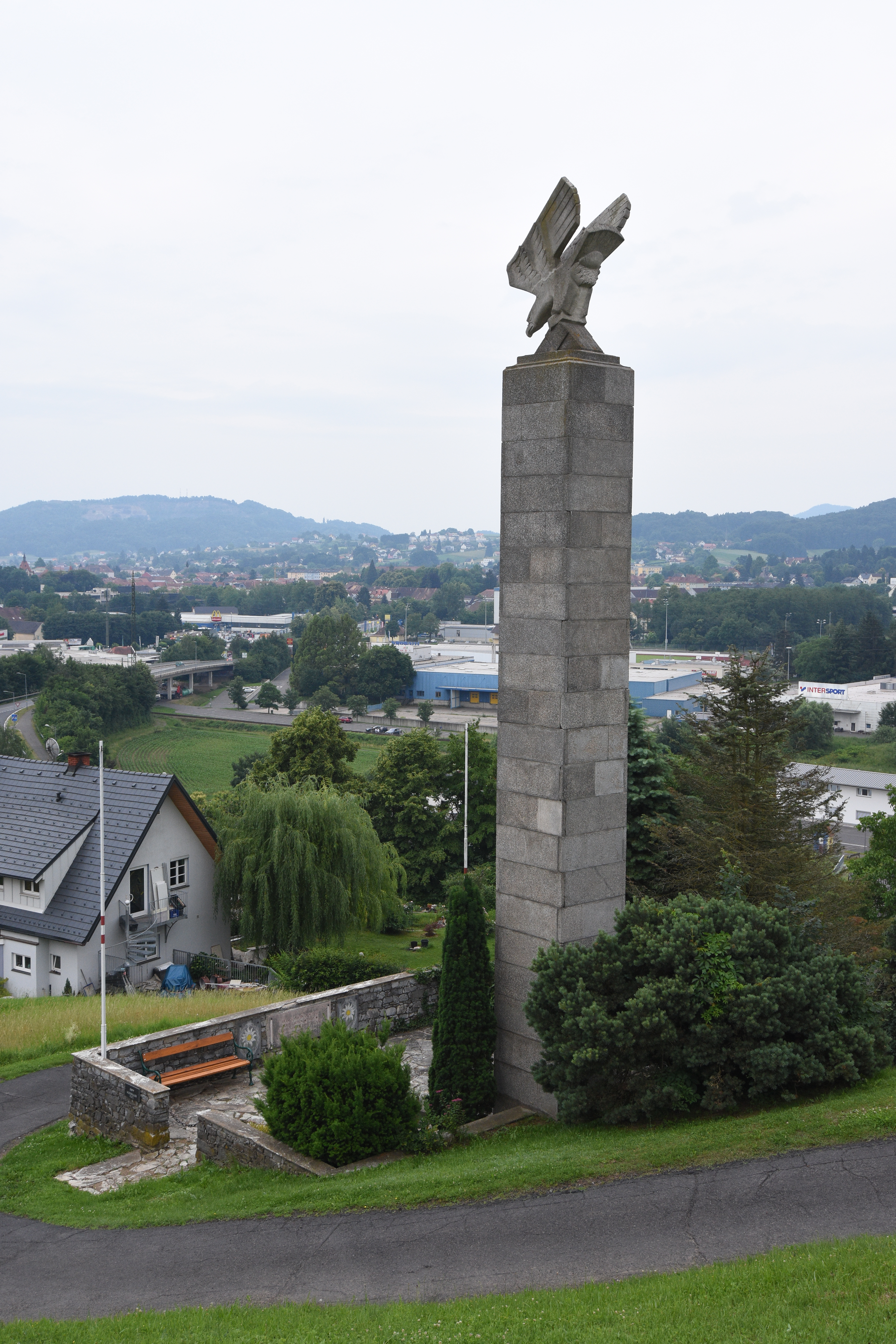
Fallschirmjägerdenkmal in Feldbach

In Österreich gibt es im Ortsteil Gniebing von Feldbach seit 1954 ein baulich ähnliches und ebenfalls 13,50 Meter hohes Fallschirmjägerdenkmal.